# Jānis Junkurs
Jānis Junkurs (ur. 1984 w Kuldīdze) – łotewski polityk, od 2011 do 2014 poseł na Sejm XI kadencji.

## Życiorys
Po ukończeniu szkoły średniej w Kuldīdze, studiował na Uniwersytecie Stradiņša w Rydze (RSU), gdzie w 2009 uzyskał stopień bakałarza nauk politycznych.
Podjął pracę jako dyrektor sprzedaży w spółce "Horus Laboratory". W 2011 przyłączył się do Partii Reform Zatlersa (ZRP). Z jej ramienia uzyskał mandat poselski na Sejm XI kadencji w okręgu Kurlandia, jednak nie przystąpił do frakcji parlamentarnej ZRP. W marcu 2012 znalazł się w gronie współzałożycieli stowarzyszenia pod nazwą Wolni Demokraci (Brīvie demokrāti, BD).  W wyborach w 2014 uzyskał reelekcję do Sejmu XII kadencji z listy Jedności, jednak zrzekł się mandatu.